# Centrus Energy
Die Centrus Energy Corp. (bis 2014: United States Enrichment Corporation, USEC Inc.) ist ein US-amerikanisches Unternehmen, das sich auf die Anreicherung von Uran für den Einsatz in Kernkraftwerken spezialisiert hat.

## Geschichte
Die Centrus Energy hat ihre Wurzeln in der United States Enrichment Corporation (USEC), die 1992 durch den Energy Policy Act als staatliches Unternehmen gegründet wurde. Ihr Hauptziel war die Privatisierung der zivilen Urananreicherung in den USA. Bereits im Juli 1993 übernahm die USEC die entsprechenden Anlagen des US-Energieministeriums (DOE). Die vollständige Privatisierung erfolgte schließlich am 28. Juli 1998 durch einen Börsengang, der der US-Regierung Einnahmen von rund drei Milliarden Dollar brachte.
Ursprünglich betrieb die USEC Gasdiffusionsanlagen zur Urananreicherung in Piketon (Ohio) und Paducah (Kentucky). Im Mai 2001 wurden die Anreicherungsaktivitäten in Piketon eingestellt und nach Paducah verlagert. Ein geplanter Neubau einer Zentrifugenanlage in Piketon scheiterte 2009, da das DOE keine Kreditgarantien bereitstellte.
Nach finanziellen Schwierigkeiten kündigte die USEC am 16. Dezember 2013 eine Restrukturierung nach Chapter 11 an. Nach Abschluss des Insolvenzverfahrens erfolgte am 30. September 2014 die Umfirmierung in Centrus Energy Corp.
Unter neuer Führung berief der Aufsichtsrat am 15. März 2015 Daniel B. Poneman als Präsidenten und CEO des Unternehmens.